# Paraconsors napaea
Paraconsors napaea är en tvåvingeart som först beskrevs av Axel Leonard Melander 1961.  Paraconsors napaea ingår i släktet Paraconsors och familjen svävflugor.
Artens utbredningsområde är Kalifornien. Inga underarter finns listade i Catalogue of Life.